# Гранд Џанкшон (Ајова)
Гранд Џанкшон (енгл. Grand Junction) град је у америчкој савезној држави Ајова. По попису становништва из 2010. у њему је живело 824 становника.

## Демографија
Према попису становништва из 2010. у граду је живело 824 становника, што је -140 (-14.5%) становника више него 2000. године.
| Група             | 2000.       | 2010.       |
| Белци             | 946 (98,1%) | 789 (95,8%) |
| Афроамериканци    | 1 (0,1%)    | 5 (0,6%)    |
| Азијати           | 1 (0,1%)    | 6 (0,7%)    |
| Хиспаноамериканци | 9 (0,9%)    | 15 (1,8%)   |
| Укупно            | 964         | 824         |